# Neochauliodes simplex
Neochauliodes simplex is een insect uit de familie Corydalidae, die tot de orde grootvleugeligen (Megaloptera) behoort. De soort komt voor in Bangladesh, India en Maleisië.